# Антистеплер
Антистеплер (он же канцелярская кобра) — устройство для извлечения скоб от степлера.
Устройство состоит из двух противостоящих клиньев на оси. Для удобства между ними расположена пружина, возвращающая антистеплер в исходное положение.
Устройство с аналогичным названием (также распространено название «скободёр») применяется в строительных работах для извлечения скоб от строительного степлера.

## Применение
Скрепки рекомендуется удалять со стороны закруглённых краёв скрепки на оборотной стороне бумаги, а не вставляя клинья расшивателя между бумагой и плоской (верхней) стороной скрепки.

## История
Существовал и ранее, возможно, в начале XX века в менее элегантной форме, изобретённый Уильямом Г. Панконином, Чикаго. Современное устройство было запатентовано Джозефом А. Фойтлом, Канзас. Патент был подан 28 мая 1969 года. Патент (№ 3 630 486) выдан 28 декабря 1971 года.